# Daniel Pape
Daniel Pape (* 6. August 1981 in Haselünne) ist ein deutscher Koch.

## Werdegang
Nach seiner Ausbildung wechselte Pape zum Seehotel Töpferhaus bei Dirk Luther in Alt Duvenstedt (ein Michelinstern) und dann gemeinsam mit Dirk Luther zum Restaurant Meierei Dirk Luther in Glücksburg (zwei Michelinsterne). Er kochte 2009 im Restaurant Überfahrt bei Christian Jürgens (drei Michelinsterne), dann im Vendome bei Joachim Wissler  (zwei Michelinsterne) und im La Vie bei Thomas Bühner (drei Michelinsterne).
Im März 2016 wurde Pape Küchenchef im Restaurant Da Vinci in Koblenz, das 2017 mit einem Michelinstern ausgezeichnet wurde.
Anfang Mai 2023 startete Pape als Executive Chef in der Residenz Heinz Winkler in Aschau. Im September 2023 wurde er dort Küchenchef, gemeinsam mit Stefan Barnhusen, den er seit 2009 von Restaurant Überfahrt kennt. Im März 2024 wurde das Restaurant mit einem Michelinstern ausgezeichnet. Im Mai 2025 wurde bekannt, dass Pape ab Mitte Juni 2025 alleiniger Küchenchef im umbenannten Restaurant Epicures ist.

## Auszeichnungen
- 2017: Ein Michelinstern für das Restaurant Da Vinci in Koblenz[4][5]
- 2017: Nominiert zum Aufsteiger des Jahres, Der Feinschmecker[8][9]
- 2024: Ein Michelinstern für das Restaurant Residenz Heinz Winkler, in Aschau im Chiemgau[7]